# لورنزو دافيدز
لورنزو دافيدز (بالهولندية: Lorenzo Davids)‏ (4 سبتمبر 1986 بباراماريبو في سورينام - ) هو لاعب كرة قدم هولندي في مركز الوسط. شارك مع منتخب هولندا تحت 21 سنة لكرة القدم. أما مع النوادي، فقد لعب مع إن إي سي نيميخن وفاينورد ونادي آوغسبورغ ونادي بورنموث ونادي راندرس.

## وصلات خارجية
- لورنزو دافيدز على موقع الاتحاد الأوربي (الإنجليزية)
- لورنزو دافيدز على موقع قاعدة بيانات كرة القدم.إي يو (الإنجليزية)
- لورنزو دافيدز على موقع Soccerway.com (الإنجليزية)
- لورنزو دافيدز على موقع عالم كرة القدم.نت (الإنجليزية)